# Trichocerca euodonta
Trichocerca euodonta är en hjuldjursart som först beskrevs av Hauer 1937.  Trichocerca euodonta ingår i släktet Trichocerca och familjen Trichocercidae. Inga underarter finns listade i Catalogue of Life.